# Alexandria DeBerry

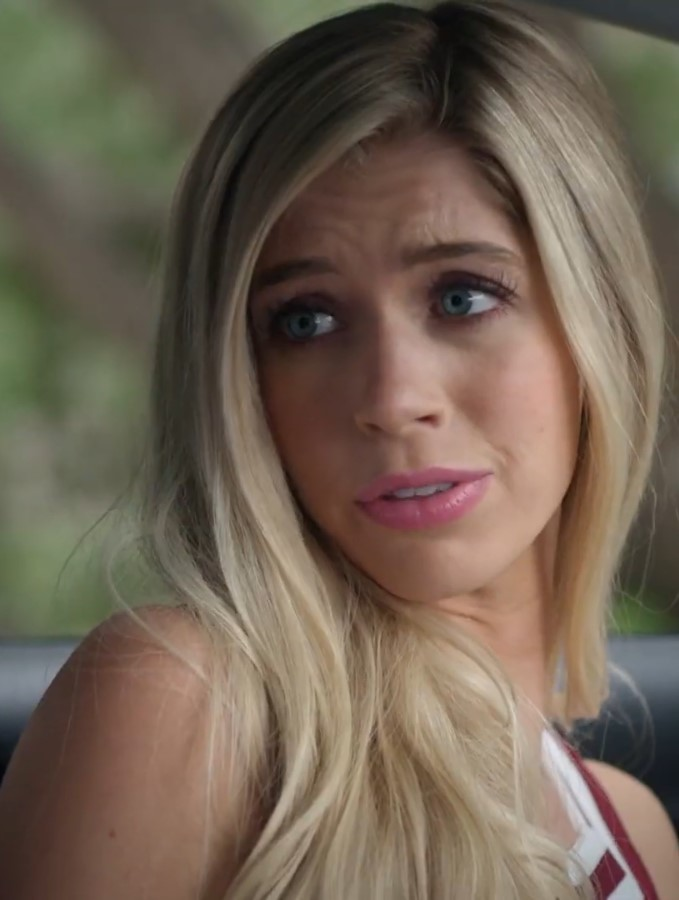
Alexandria DeBerry (2019)

Alexandria „Allie“ Danielle DeBerry (* 26. Oktober 1994 in Kingwood, Texas) ist eine US-amerikanische Schauspielerin und Model.

## Leben
Alexandria DeBerry ist das jüngste der drei Kinder von Tom DeBerry und Cindy DeBerry. Seit ihrem vierten Lebensjahr steht sie als Model vor der Kamera. DeBerrys Schauspielkarriere begann im Jahr 2001, als sie ein Blumen-Mädchen im Fernsehfilm The Way She Moves verkörperte. Im Jahr 2003 bekam sie eine Gastrolle in der Fernsehserie I’m with Her als junge Alex. Ihr Spielfilmdebüt hatte sie im Jahre 2007 in Love and Mary als Sara Pedersen. Seit 2011 spielt sie in der Jugend-Sitcom A.N.T.: Achtung Natur-Talente als Paisley mit. Für diese Rolle war sie 2012 für einen Young Artist Award in der Kategorie Beste wiederkehrende Schauspielerin in einer Fernsehserie – zwischen 17 und 21 Jahren nominiert.

## Filmografie (Auswahl)
- 2001: The Way She Moves (Fernsehfilm)
- 2001: It’s a Miracle (Fernsehserie, Folge 4x16)
- 2003: I’m with Her (Fernsehserie, Folge 1x08)
- 2007: Love and Mary
- 2008: What’s the Word? (Fernsehserie, Folge 1x07)
- 2009: Die Wannabes – Popstars undercover (The Wannabes, Fernsehserie, Folge 1x01)
- 2009: True Jackson (True Jackson, VP, Fernsehserie, 2 Folgen)
- 2010: Shake It Up – Tanzen ist alles (Shake It Up, Fernsehserie, Folge 1x08)
- 2011–2014: A.N.T.: Achtung Natur-Talente (A.N.T. Farm, Fernsehserie, 31 Folgen)
- 2013: Hart of Dixie (Fernsehserie, Folge 2x19)
- 2014: Mission Air
- 2014: Suburgatory (Fernsehserie, Folge 3x09)
- 2015: Frei wie der Wind (Spirit Riders)
- 2015: Hoovey
- 2015: Pass the Light
- 2015: The Adventures of Pepper and Paula
- 2015: Lazer Team
- 2015: A Haunting in Cawdor
- 2016: Slash
- 2016: Mamaboy
- 2016: Fashionista
- 2018: My Teacher, My Obsession (Fernsehfilm)
- 2018: A Woman’s Nightmare
- 2018: Lazer Team 2
- 2019: The Legend of 5 Mile Cave
- 2019: 90 Feet from Home
- 2019: Round of Your Life
- 2019: Secrets at the Lake
- 2019: The Secret Lives of Cheerleaders (Fernsehfilm)
- 2019: 47 Hours
- 2019: The Act (Fernsehserie, Folge 1x02)
- 2019: Deadly Excursion (Paradise Prey, Fernsehfilm)
- 2021: Deadly Excursion: Kidnapped from the Beach (Fernsehfilm)
- 2021: Send It!
- 2021: Red Stone
- 2022: Pursuit
- 2022: Presence
- 2022: What Happened to My Sister (Fernsehfilm)
- 2025: The Hunting Wives (Fernsehserie)